# 1977 w filmie
Wydarzenia filmowe w 1977 roku.

## Premiery

### Filmy polskie
| Data            | Tytuł filmu                       | Kraj   | Reżyseria | Obsada                                                                                       |
| --------------- | --------------------------------- | ------ | --- | -------------------------------------------------------------------------------------------- |
| 20 stycznia     | Czerwone ciernie                  | Polska | Julian Dziedzina | Jan Nowicki, Emilia Krakowska, Barbara Wrzesińska, Stanisław Jaśkiewicz, Władimir Iwaszow    |
| 21 stycznia     | Najlepsze w świecie               | Polska | Stanisław Jędryka | Mariusz Borecki, Emilia Krakowska, Maciej Góraj, Maria Góral, Irena Kownas                   |
| 23 stycznia     | Colargol na Dzikim Zachodzie      | Polska | Tadeusz Wilkosz Dariusz Zawilski Janina Hartwig Jadwiga Kudrzycka Marian Kiełbaszczak Edward Sturlis Eugeniusz Ignaciuk | Dubbing: Irena Siempińska, Stanisław Czernik, Szczepan Chęciński, Tadeusz Wojan              |
| 28 stycznia     | Barwy ochronne                    | Polska | Krzysztof Zanussi | Piotr Garlicki, Zbigniew Zapasiewicz, Christine Paul, Mariusz Dmochowski, Wojciech Alaborski |
| 11 lutego       | Dagny                             | /      | Haakon Sandøy | Lise Fjeldstad, Daniel Olbrychski, Per Oscarsson, Nils Ole Oftebro, Maciej Englert           |
| 22 lutego       | Zanim nadejdzie dzień             | Polska | Ryszard Rydzewski | Anna Nehrebecka, Krzysztof Janczar, Maria Klejdysz, Zdzisław Kozień, Wacław Ulewicz          |
| 25 lutego       | Człowiek z marmuru                | Polska | Andrzej Wajda | Jerzy Radziwiłowicz, Krystyna Janda, Tadeusz Łomnicki, Michał Tarkowski, Piotr Cieślak       |
| 28 lutego       | Znaki szczególne                  | Polska | Roman Załuski | Bronisław Cieślak, Tadeusz Borowski, Joanna Jędryka                                          |
| 4 marca         | Ptaki, ptakom...                  | Polska | Paweł Komorowski | Henryk Bista, Zygmunt Biernat, Wirgiliusz Gryń, Bernard Krawczyk, Tadeusz Madeja             |
| 21 marca        | Za rok, za dzień, za chwilę...    | Polska | Stanisław Lenartowicz                                                                                                   | Christine Paul, Joanna Kasperska, Andrzej Wojaczek, Grzegorz Warchoł                         |
| 10 kwietnia     | Pani Bovary to ja                 | Polska | Zbigniew Kamiński | Jadwiga Jankowska-Cieślak, Tomasz Grochoczyński, Jerzy Radziwiłowicz                         |
| 13 kwietnia     | Gdzie woda czysta i trawa zielona | Polska | Bohdan Poręba | Tadeusz Borowski, Alicja Jachiewicz, Maria Klejdysz, Małgorzata Rogacka-Wiśniewska           |
| 25 kwietnia     | Sam na sam                        | Polska | Andrzej Kostenko | Jadwiga Jankowska-Cieślak, Piotr Fronczewski, Stanisława Celińska, Stanisław Gawlik          |
| 6 maja          | Królowa pszczół                   | Polska | Janusz Nasfeter | Katarzyna Dąbrowska, Tomasz Karwatka, Jan Popończyk, Beata Sofińska, Alicja Jachiewicz       |
| 16 maja         | Zdjęcia próbne                    | Polska | Agnieszka Holland Paweł Kędzierski Jerzy Domaradzki                                                                     | Daria Trafankowska, Andrzej Pieczyński, Mirosława Marcheluk, Urszula Modrzyńska              |
| 3 czerwca       | Bezkresne łąki                    | Polska | Wojciech Solarz | Wieńczysław Gliński, Joanna Szczepkowska, Wiesława Gutowska, Krzysztof Janczar               |
| 13 czerwca      | Kochaj albo rzuć                  | Polska | Sylwester Chęciński | Władysław Hańcza, Wacław Kowalski, Anna Dymna, Duchyll Martin Smith, Robert Lewandowski      |
| 5 września      | Milioner                          | Polska | Sylwester Szyszko | Janusz Gajos, Jadwiga Andrzejewska, Ewa Ziętek, Elżbieta Jasińska                            |
| 12 września     | Rebus                             | Polska | Tomasz Zygadło | Zbigniew Buczkowski, Marek Frąckowiak, Elżbieta Jarosik, Gabriela Kownacka                   |
| 16 września     | Wielka podróż Bolka i Lolka       | Polska | Władysław Nehrebecki Stanisław Dülz                                                                                     | Dubbing: Ewa Złotowska, Danuta Mancewicz, Jan Kociniak, Wiesław Michnikowski                 |
| 19 września     | Zakręt                            | Polska | Stanisław Brejdygant | Józef Nowak, Anna Milewska, Janusz Michałowski, Michał Pawlicki                              |
| 10 października | Śmierć prezydenta                 | Polska | Jerzy Kawalerowicz | Zdzisław Mrożewski, Marek Walczewski, Henryk Bista, Czesław Byszewski, Jerzy Duszyński       |
| 24 października | Szarada                           | Polska | Paweł Komorowski | Gabriela Kownacka, Mieczysław Voit, Teresa Szmigielówna, Henryk Bąk                          |
| 14 listopada    | Okrągły tydzień                   | Polska | Tadeusz Junak | Franciszek Pieczka, Arkadiusz Jakubik, Ewa Borowik, Emilia Krakowska                         |
| 25 listopada    | Sprawa Gorgonowej                 | Polska | Janusz Majewski | Ewa Dałkowska, Aleksander Bardini, Mariusz Dmochowski, Andrzej Łapicki, Roman Wilhelmi       |

### Filmy zagraniczne
- Gorączka sobotniej nocy (Saturday Night Fever) – reż. John Badham
- Aleja Potępienia (Damnation Alley) – reż. Jack Smight
- Annie Hall – reż. Woody Allen
- Bliskie spotkania trzeciego stopnia (Close Encounters of the Third Kind) – reż. Steven Spielberg
- Generał MacArthur (MacArthur) – reż. Joseph Sargent
- Głowa do wycierania (Eraserhead) – reż. David Lynch
- Gwiezdne wojny: część IV – Nowa nadzieja (Star Wars Episode IV: A New Hope) – reż. George Lucas
- Mistrz kierownicy ucieka (Smokey and the Bandit) – Hal Needham
- Mroczny przedmiot pożądania (Cet obscur objet du désir) – reż. Luis Buñuel
- O jeden most za daleko (A Bridge Too Far) – reż. Richard Attenborough
- Pojedynek (The Duellists) – reż. Ridley Scott
- Punkt zwrotny (The Turning Point) – reż. Herbert Ross
- Szpieg, który mnie kochał (The Spy Who Loved Me) – reż. Lewis Gilbert
- Dziewczyna na pożegnanie (The Goodbye Girl) – reż. Herbert Ross
- Romans biurowy (Служебный роман) – reż. Eldar Riazanow

## Nagrody filmowe

### Oscary
- Najlepszy film – Annie Hall – reż. Woody Allen
- Najlepszy aktor – Richard Dreyfuss – Dziewczyna na pożegnanie
- Najlepsza aktorka – Diane Keaton – Annie Hall
- Wszystkie kategorie: 50. ceremonia wręczenia Oscarów

### Festiwal w Cannes
- Złota Palma: We władzy ojca (Padre padrone) reż. Paolo Taviani i Vittorio Taviani

### Festiwal w Berlinie
- Złoty Niedźwiedź: Wniebowstąpienie (Восхождение) – reż. Łarisa Szepit´ko

### IVFestiwal Polskich Filmów Fabularnych
- Lwy Gdańskie: Barwy ochronne – reż. Krzysztof Zanussi

## Urodzili się
- 2 stycznia – Patryk Vega, polski reżyser i scenarzysta
- 8 stycznia – Manuela Arcuri, włoska aktorka
- 14 lutego – Itziar Castro, hiszpańska aktorka (zm. 2023)
- 13 stycznia – Orlando Bloom, aktor
- 14 kwietnia – Sarah Michelle Gellar, aktorka
- 19 kwietnia – Katarzyna Glinka, polska aktorka
- 21 kwietnia – Tomasz Kot, polski aktor
- 1 lipca – Liv Tyler, aktorka
- 15 lipca – Kitana Baker, amerykańska aktorka i modelka
- 18 lipca:
  - Robert Koszucki, polski aktor
  - Kelly Reilly, brytyjska aktorka
- 10 października – Ali Suliman, izraelsko-palestyński aktor
- 10 listopada – Brittany Murphy, amerykańska aktorka
- 26 listopada – Ingrid Oliver, brytyjska aktorka

## Zmarli
- 14 stycznia – Peter Finch, aktor (ur. 1916)
- 21 kwietnia – Gummo Marx, jeden z braci Marx (ur. 1892)
- 10 maja – Joan Crawford, amerykańska aktorka (ur. 1904)
- 2 czerwca – Stephen Boyd, aktor (ur. 1931)
- 3 czerwca – Roberto Rossellini, reżyser włoski (ur. 1906)
- 19 czerwca – Geraldine Brooks, aktorka (ur. 1925)
- 3 sierpnia – Alfred Lunt, aktor (ur. 1892)
- 16 sierpnia – Elvis Presley, piosenkarz, aktor (ur. 1935)
- 19 sierpnia – Groucho Marx, aktor komediowy, jeden z braci Marx (ur. 1890)
- 29 sierpnia – Jean Hagen, aktorka (ur. 1923)
- 9 października – Zdzisław Maklakiewicz, polski aktor (ur. 1927)
- 14 października – Bing Crosby, piosenkarz i aktor (ur. 1903)
- 9 listopada – Gertrude Astor, aktorka
- 19 listopada – Władysław Hańcza, polski aktor (ur. 1905)
- 30 listopada – Olga Pietrowa, aktorka teatralna i filmu niemego
- 4 grudnia – Leila Hyams, aktorka (ur. 1905)
- 25 grudnia – Charlie Chaplin, gwiazda filmu niemego (ur. 1889)
- 26 grudnia – Howard Hawks, reżyser (ur. 1896)
- 28 grudnia – Charlotte Greenwood, aktorka (ur. 1890)